# ليفربول موسم 2017–18
كان موسم 2017–18 هو الموسم الـ126 لنادي ليفربول لكرة القدم منذ إنشائه والموسم السادس والخمسين على التوالي في الدوري الإنجليزي الممتاز. وكان هذا أيضًا الموسم السادس والعشرين على التوالي للنادي في الدوري الإنجليزي الممتاز. إلى جانب الدوري الإنجليزي الممتاز، تنافس ليفربول أيضًا في كأس الاتحاد الإنجليزي وكأس رابطة الأندية الإنجليزية المحترفة ودوري أبطال أوروبا. ويغطي الموسم الفترة من 1 يوليو 2017 إلى 30 يونيو 2018. بدأت بالتعادل 3–3 خارج أرضه أمام واتفورد في الدوري وانتهت بخسارة 3–1 أمام ريال مدريد في نهائي دوري أبطال أوروبا.